# Richard Ford
Richard Ford (Jackson, 1944. február 16. –) amerikai regény- és novellaíró. Legismertebb művei a The Sportswriter című regény és folytatásai, az Independence Day, The Lay of the Land és a Let Me Be Frank With You, valamint a Rock Springs című novellagyűjtemény, amely számos, széles körben antologizált történetet tartalmaz. Ford 1996-ban a Függetlenség Napja alkalmából megkapta a szépirodalmi Pulitzer-díjat. Ford Wildlife című regényét egy 2018-as, azonos című filmbe adaptálták. 2018-ban elnyerte a Park Kyong-ni-díjat.

## Ifjúsága
Ford a Mississippi állambeli Jacksonban született Parker Carrol és Edna Ford egyetlen fiaként. Parker utazó eladó volt a Faultless Starchnál, egy kansas City-i cégnél. Ford így nyilatkozott édesanyjáról: "Az ambíciója az volt, hogy először is szerelmes legyen apámba, másodszor pedig, hogy teljes munkaidős anya legyen." Amikor Ford nyolc éves volt, apja súlyos szívelégtelenségben szenvedett, és ezt követően Ford annyi időt töltött nagyapjával, aki egykori profi bokszoló és szállodatulajdonos volt az arkansasi Little Rockban, mint a szüleivel Mississippiben. Ford apja 1960-ban egy második szívrohamban halt meg. Jacksonban Ford az utca túloldalán lakott Eudora Welty írónő otthonával szemben.
Ford nagyapja a vasútnál dolgozott. 19 évesen, mielőtt elhatározta, hogy egyetemre jár, Ford a Missouri Pacific vasútvonalon kezdett dolgozni mozdonymérnök asszisztensként, miközben a munkát tanulta.
Ford B.A. diplomát kapott a Michigani Állami Egyetemen. Miután beiratkozott szállodamenedzsmentre, angolra váltott. Érettségi után középiskolában tanított a Michigan állambeli Flintben, majd az Egyesült Államok tengerészgyalogságához vonult be, de hepatitisz megbetegedése után elbocsátották. Az egyetemen megismerkedett Kristina Hensley-vel, leendő feleségével; 1968-ban házasodtak össze.
Az enyhe diszlexia ellenére komoly érdeklődést mutatott az irodalom iránt. Interjúkban kijelentette, hogy diszlexiája segíthetett neki olvasóként, mivel arra kényszerítette, hogy lassan és megfontoltan olvasson könyveket.
Rövid ideig jogi egyetemre járt, de otthagyta és részt vett a kaliforniai irvine-i egyetem kreatív írási programjában, hogy megszerezze a képzőművészeti mester fokozatot, amelyet 1970-ben szerzett. Ford egyszerűen azért választotta ezt a kurzust, mert "bevettek. Emlékszem Megkaptam a jelentkezést Iowába, azt hittem, soha nem vettek volna fel. Biztos vagyok benne, hogy ebben is igazam volt. De jellemző rám, hogy nem tudtam, ki tanít az Irvine-ban. Nem tudtam, hogy fontos volt tudni az ilyen dolgokat. Nem én voltam a legkíváncsibb a fiatal férfiak között, bár magamra vall, amiért nem hagytam, hogy ez eltántorítson." Valójában Oakley Hall és E. L. Doctorow tanított ott, és Ford elismerte, hogy hatással voltak rá. 1971-ben hároméves kinevezésre választották a University of Michigan Society of Fellows tagjaként.

## Munkássága
Ford 1976-ban jelentette meg első regényét, a Piece of My Heart, című, két személy valószínűtlenül sodródó történetét, akiknek útjai a Mississippi folyó egyik szigetén keresztezik egymást, majd 1981-ben a The Ultimate Good Luck követte. Rövid ideig tanított a Williams College-ban és a Princeton Egyetemen. A jó fogadtatás ellenére a könyvekből kevés kelt el, ezért Ford visszavonult a szépirodalom írásától és a New York-i Inside Sports magazin írója lett. "Rájöttem," mondta Ford, "valószínűleg nagy szakadék tátong aközött, hogy mit tehetek, és mi lesz sikeres az olvasók körében. Úgy éreztem, volt lehetőségem két regényt írni, és egyik sem keltett nagy feltűnést, szóval talán valódi munkát kellene találnom és meg kellene keresnem a folytatást."
1982-ben a magazin megszűnt, és amikor a Sports Illustrated nem vette fel Fordot, újra elkezdett szépirodalmat írni, és megírta a The Sportswriter című regényt, egy bukott regényíróról, aki sportíró lett, aki fia halála után érzelmi válságon megy keresztül. A regény lett a Ford első jól ismert kiadványa, amelyet a Time magazin 1986-ban az öt legjobb könyv közé sorolt és bekerült a PEN Faulkner-díj fikciós díjának döntőjébe. Ford azonnal követte a sikert a Rock Springs-szel (1987), egy novelláskötettel, amely többnyire Montanában játszódik és néhány legnépszerűbb történeteit tartalmazza. Az irodalomkritikusok a Rock Springs-i történeteket a „piszkos realizmus” néven ismert esztétikai stílussal társították. Ez a kifejezés az 1970-es és 1980-as évek szerzőinek egy csoportjára utalt, köztük Raymond Carver és Tobias Wolff – két író, akiket Ford jól ismert –, valamint Ann Beattie, Frederick Barthelme, Larry Brown és Jayne Anne Phillips és mások. Azok, akik ezt a címkét viselik, Carver alsó-középosztálybeli alanyaira vagy Ford főszereplőire hivatkoznak a Rock Springsben. Azonban a Frank Bascombe-ról szóló regények (The Sportswriter, Independence Day, The Lay of the Land, és Let Me Be Frank With You) számos szereplője, nevezetesen maga a főszereplő, olyan fokú anyagi jólétet és kulturális tőkét élveznek, amelyeket általában nem társítanak a piszkos realizmushoz.
1990-ben megjelent Wildlife című regénye, egy montanai golfszakember története, aki tűzoltó lett, vegyes kritikákat kapott és közepes eladásokat, de az 1990-es évek végére Ford már jól ismert volt. Szerkesztőként és különböző projektek közreműködőjeként egyre keresettebb lett. Ő szerkesztette az 1990-es legjobb amerikai novellákat, az 1992-es Granta Book of the American Short Story-t, a Ploughshares 1996-os őszi "fikciós számát" és az 1998-as Granta Book of the American Long Story-t. Az utóbbi kötet „Bevezetés” című kötetében Ford kikötötte, hogy a „novella” kifejezés helyett a „hosszú történet” megjelölést részesíti előnyben. A Library of America kiadói projekthez a Ford kétkötetes kiadást szerkesztett Eudora Welty írónő válogatott műveiből, amely 1998-ban jelent meg.
1995-ben a Ford kiadta a Independence Day című regényét, a The Sportswriter folytatását, amely főhősének, Frank Bascombe-nak a történetét tartalmazza. A vélemények pozitívak voltak és a regény lett az első, amely elnyerte a PEN/Faulkner-díjat és a szépirodalmi Pulitzer-díjat is. Ugyanebben az évben Fordot választották a Rea-díj nyertesének a novelláért, az ebben a műfajban elért kiemelkedő teljesítményéért. Az 1990-es éveket egy jól fogadott novellagyűjtemény, a Women With Men zárta, amely 1997-ben jelent meg. A Paris Review a novella műfaja "mesterének" nevezte.

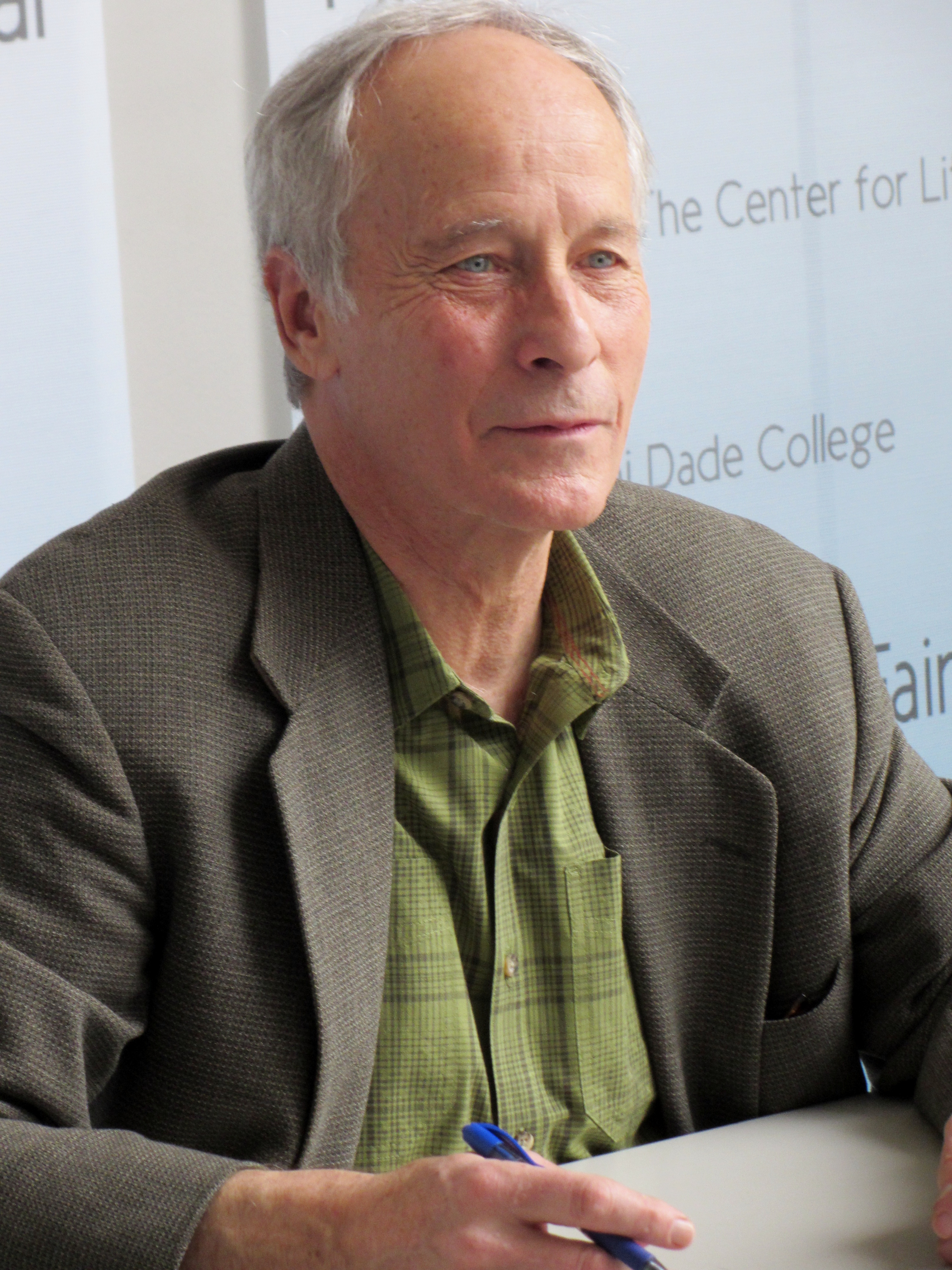
A Miami Nemzetközi Könyvvásáron, 2014.

Ford sok éven át élt New Orleans-ban a francia negyedben, az alsó Bourbon Streeten, majd ugyanannak a városnak a Garden District-ben, ahol felesége, Kristina a várostervezési bizottság ügyvezető igazgatója volt. Jelenleg Maine-ben él East Boothbayben. A közbeeső években Ford más helyeken élt, általában az Egyesült Államokban, mivel peripatetikus tanári karriert folytatott.
2005-ben kapott tanári kinevezést a Bowdoin College-ban, de csak egy szemeszterig tartotta meg ezt a munkát. 2008-ban Ford az Oscar Wilde Központ adjunktusa volt a dublini Trinity College angol iskolájában, ahol a kreatív írás mesterképzésében oktatott. 2010. december 29-től Ford 2011 őszén átvette a Mississippi Egyetem vezető szépirodalmi professzori állását, Barry Hannah helyére, aki 2010 márciusában meghalt. 2012 őszén ő lett az Emmanuel Roman és Barrie Sardoff Roman bölcsészettudományok professzora és írásprofesszor a Columbia University School of the Arts-ban.
Az új évszázad beköszöntével újabb novellagyűjteményt adott ki, A Multitude of Sins (2002), ezt követte a The Lay Of The Land, a harmadik Bascombe-regény, amely 2006-ban jelent meg, és a Canada, amely 2012 májusában. Ford szerint a The Lay Of The Land befejezte Bascombe-regénysorozatát, de a Canada önálló regény volt. 2013 áprilisában Ford azonban felolvasott egy új Frank Bascombe-történetből anélkül, hogy felfedte volna a közönségnek, hogy az egy hosszabb mű része-e. 2014-re megerősítést nyert, hogy a történetnek meg kell jelennie a Let Me Be Frank With You című könyvben, amely az év novemberében jelent meg. Ez utóbbi négy, egymással összefüggő novellából (vagy "hosszú történetből": I'm Here, Everything Could Be Worse, The New Normal és Deaths of Others), mindegyiket Frank Bascombe meséli el. A Let Me Be Frank With You a 2015-ös szépirodalmi Pulitzer-díj döntőse volt. Nem nyerte el a díjat, de a válogatóbizottság dicsérte a könyvet a "rendíthetetlen narratívák sorozatáért, amely a Sandy hurrikán után játszódik, és éleslátóan ábrázolja a hanyatló társadalmat."
Továbbá, ahogy az előző évtizedben tette, Ford továbbra is segített különféle szerkesztési projektekben. 2007 folyamán szerkesztette a New Granta Book of the American Short Story-t, 2011-ben pedig a Blue Collar, White Collar, No Collar: Stories of Work. 2017 májusában Ford kiadott egy memoárt Between Them: Remembering My Parents címmel.
2018-ban a Wildlife című filmet Paul Dano rendező és Zoe Kazan forgatókönyvíró adaptálta egy azonos című filmbe. Széles körű kritikai elismerést kapott.
2020-ban megjelent a Sorry For Your Trouble című novellagyűjteménye. Regénye, a Be Mine (Légy az enyém), a tervek szerint 2023-ban jelenik meg. Ez az ötödik, és feltehetően utolsó könyve Ford úgynevezett „Bascombe-sorozatában”.

## Kritikus vélemény
Ford az 1980-as években kezdte el publikálni novelláit, ami egybeesett a novella amerikai reneszánszával, amelynek középpontjában Raymond Carver (1938-1988) állt. Így már korán megjelent az a tendencia, hogy Ford Rock Springs című novelláit a minimalizmussal és annak mellékágával, a Dirty realism néven ismert esztétikai stílussal hozzák kapcsolatba, amely Carver alsó-középosztálybeli alanyaira vagy a Ford által a Rock Springsben ábrázolt főszereplőkre utalt. Utólag visszatekintve a "piszkos realizmus" és a "minimalizmus" az 1970-es és 1980-as években írók hosszú listájával került kapcsolatba, köztük Tobias Wolff, Ann Beattie, Frederick Barthelme, Larry Brown, Jayne Anne Phillips és Gordon Lish.
A Frank Bascombe-ról szóló regények (The Sportswriter, Independence Day, The Lay of the Land, Let Me Be Frank With You, Be Mine) szereplői közül azonban sokan, különösen maga a főhős, az anyagi jólét és a kulturális tőke olyan fokát élvezik, amelyet általában nem szoktak a piszkos realizmushoz társítani.
Ford írása „a nyelv árnyalataival és a kifejezések és mondatok ritmusával kapcsolatos aprólékos törődést” demonstrálja. Ford úgy jellemezte nyelvérzékét, mint „önmagában az öröm forrását – minden testi tulajdonságát, szinkronizálását, hangulatát, hangjait és azt, ahogyan a dolgok az oldalon kinéznek”. A „nyelv iránti odaadás” mellett „a vonzalom szövete, amely elég közel tartja egymáshoz az embereket a túléléshez”.
Összehasonlították Ford munkásságát John Updike, William Faulkner, Ernest Hemingway és Walker Percy írásaival. Ford ellenáll az ilyen összehasonlításoknak, és ezt kommentálja: "Nem írhatsz... hatás erejével. Jó történetet vagy jó regényt csak egyedül írhatsz."
Ford szépirodalmi alkotásai „az olyan kulturális intézmények összeomlását dramatizálják, mint a házasság, a család és a közösség”, „peremre szorult főszereplői pedig gyakran a gyökértelenséget és a névtelen vágyakozást jellemzik… átható egy rendkívül mobil, jelen-orientált társadalomban, amelyben az egyének, elveszítve a múlt érzését, könyörtelenül keresik saját megfoghatatlan identitásukat itt és most." Ford "a vallás helyett a művészetre tekint, hogy vigaszt és megváltást nyújtson egy kaotikus időben."

## Viták
Ford egyszer elküldte Alice Hoffmannak az egyik golyós lyukú (átlőtt) könyvét, miután feldühítette őt azzal, hogy kedvezőtlenül értékelte a The Sportswritert.
2004-ben Ford leköpte Colson Whiteheadet, amikor egy partin találkozott vele, két évvel azután, hogy Whitehead negatív kritikát közölt a The New York Timesban a Bűnök sokaságáról (A Multitude of Sins), ami olyan találgatásokat eredményezett, hogy az incidensnek inkább rasszista indíttatása lehetett, mint kritikai nézeteltérés. Tizenhárom évvel később Ford továbbra sem bánta meg tettét. Az Esquire-ben 2017-ben írt cikkében Ford kijelentette, hogy "a mai napig nem érzek semmi különbséget Whitehead úrral, vagy a kritikájával, vagy a válaszommal kapcsolatban".

## Díjak és kitüntetések
- 1987 Mississippi Institute of Arts and Letters Award a The Sportswriter-ért; 2007-ben ismét a The Lay of the Land-ért; és 2013-ban a Canada-ért.[59]
- 1995-ös Rea-díj a novelláért, az ebben a műfajban elért kiemelkedő teljesítményért[30]
- 1996-os PEN Faulkner-díj az Independence Day-ért[28]
- 1996-os szépirodalmi Pulitzer-díj az Independence Day-ért[29]
- 2001-es PEN Malamud-díj, a rövid fikcióban nyújtott kiválóságért[60]
- 2005-ös St. Louis Irodalmi Díj a Saint Louis University Library Associates-től[61][62]
- 2008-as Kenyon Review Award irodalmi teljesítményért[63]
- 2013-as Prix Femina étranger, for Canada
- 2013 Andrew Carnegie Medal for Excellence in Fiction, for Canada[64]
- 2015-ös Fitzgerald-díj az amerikai irodalomban elért eredményekért a F. Scott Fitzgerald Irodalmi Fesztivál részeként
- 2015-ös szépirodalmi Pulitzer-díj, döntős, a Let Me Be Frank with You című filmért[46]
- 2016. évi Asztúria hercegnője díj irodalmi területen[65]
- 2018-as Pak Kjongni-díj
- 2018-as Siegfried Lenz-díj[66]
- A Kongresszusi Könyvtár 2019-es amerikai szépirodalmi díja[67]

## Művei

### Regények
- A Piece of My Heart (1976)
- The Ultimate Good Luck (1981)
- The Sportswriter (1986)
- Wildlife (1990)
  - Vadon – Athenaeum, Budapest, 2019 · ISBN 9789632938974 · Fordította: Berta Ádám
- Independence Day (1995)
- The Lay of the Land (2006)
- Canada (2012)
  - Kanada – Athenaeum, Budapest, 2021 · ISBN 9789632938363 · Fordította: Berta Ádám
- Be Mine (2023)[49]

### Novellák
- Rock Springs (1987)
- Women with Men: Three Stories (1997)
- A Multitude of Sins (2002)
- Vintage Ford (2004)
- Let Me Be Frank With You (2014) — collects 4 novellas: I'm Here; Everything Could Be Worse; The New Normal; and Deaths of Others[68]
- Sorry for Your Trouble (2020)[49][69]

### Emlékirat
- Between Them: Remembering My Parents (2017)

### Forgatókönyv
- Bright Angel (1990)

### Közreműködőként vagy szerkesztőként
- The Granta Book of the American Short Story (1992)
- The Granta Book of the American Long Story (1999)
- The Essential Tales of Chekhov (1999)
- Foreword to Alec Soth, NIAGARA (Göttingen, Germany: Steidl, 2006)
- The New Granta Book of the American Short Story (2007)
- Blue Collar, White Collar, No Collar: Stories of Work (2012)
- Foreword to Maude Schuyler Clay, Mississippi History (Göttingen, Germany: Steidl, 2015)

## Idézett művek
- Elinor Walker, Richard Ford (New York, NY; Twayne Publishers, 2000) ISBN 0805716793
- Huey Guagliardo, Perspectives on Richard Ford: Redeemed by Affection (Jackson, MS: University Press of Mississippi, 2000) ISBN 978-1-57806-234-8
- Huey Guagliardo, ed., Conversations with Richard Ford (Jackson, MS: University Press of Mississippi, 2001) ISBN 978-1-57806-406-9
- Brian Duffy, Morality, Identity and Narrative in the Fiction of Richard Ford, (New York, NY; Amsterdam; Rodopi, 2008) ISBN 978-904202-409-0
- Joseph M. Armengol, Richard Ford and the Fiction of Masculinities (New York, NY: Peter Lang, 2010) ISBN 978-143311-086-3
- Ian McGuire, Richard Ford and the Ends of Realism (Iowa City, IA: University of Iowa Press, 2015) ISBN 978-1-60938-343-5

## Egyéb információk
- "Nobody's Everyman" Archiválva 2009. október 1-i dátummal a Wayback Machine-ben, Bookforum (Apr/May 2009)
- Leaving for Kenosha, The New Yorker (2008)
- How Was it to be Dead?, The New Yorker (2006)
- Bibliography, University of Mississippi
- Profile, Ploughshares
- Richard Ford az Internet Movie Database oldalon (angolul)

## Fordítás
- Ez a szócikk részben vagy egészben  a   Richard Ford című angol Wikipédia-szócikk fordításán alapul.  Az eredeti cikk szerkesztőit annak laptörténete sorolja fel. Ez a jelzés csupán a megfogalmazás eredetét és a szerzői jogokat jelzi, nem szolgál a cikkben szereplő információk forrásmegjelöléseként.